# 재클린 김

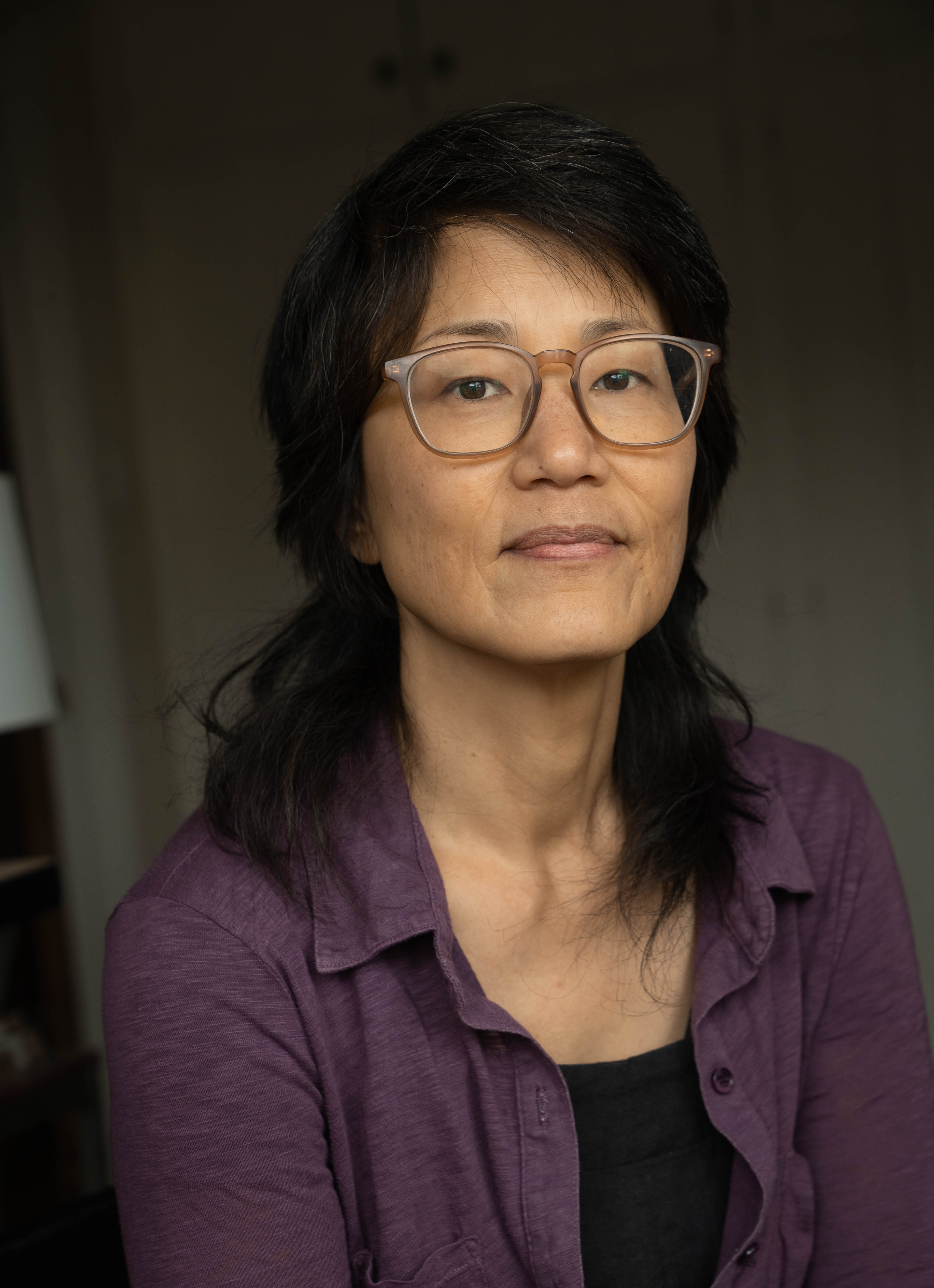

재클린 김(Jacqueline Kim, 1965년 3월 31일 ~ )는 미국의 각본가, 배우, 영화 감독, 영화 프로듀서, 영화배우, 텔레비전 배우이다.
디트로이트에서 태어났다.

## 영화
- 더 나은 선택 (2015, Advantageous)
- 스레시홀드 (2005년)
- 붉은 문 (2005년)
- 샬롯트 섬타임즈 (2002년)
- 할리우드 게임 (2001년)
- 브로크다운 팰리스 (1999년) - 욘 그린 역
- 볼케이노 (1997년) - 제이 칼더 박사 역
- 스타 트랙 7 - 넥서스 트랙 (1994년)
- 폭로 (1994년) - 신디 창 역
- 마이티 덕 (1992년)